# 당김 올다발
위상수학에서 당김 올다발(영어: pullback bundle)은 올다발을 어떤 연속 함수에 따라 한 밑공간에서 다른 밑공간으로 옮기는 방법이다.

## 정의
다음이 주어졌다고 하자.
- 위상 공간 {\displaystyle Y} 위의 올다발 {\displaystyle \pi \colon E\twoheadrightarrow Y}
- 연속 함수 {\displaystyle f\colon X\to Y}

그렇다면, {\displaystyle X} 위에 다음과 같은 올다발을 정의할 수 있으며, 이를 {\displaystyle E}의 {\displaystyle f}에 대한 당김 올다발이라고 한다.
{\displaystyle f^{*}E=\{(x,e)\in X\times E\colon f(x)=\pi (e)\}\subseteq X\times E}
{\displaystyle \pi _{f^{*}E}\colon f^{*}E\to X}
{\displaystyle \pi _{f^{*}E}\colon (x,e)\mapsto x}
여기서 {\displaystyle f^{*}E}의 위상은 {\displaystyle X\times E}의 부분 공간 위상이다.
또한, {\displaystyle E}의 임의의 단면 {\displaystyle s\colon Y\to E}에 대하여, 다음과 같은 {\displaystyle f^{*}E}의 단면을 정의할 수 있다.
{\displaystyle f^{*}s\colon X\to f^{*}E}
{\displaystyle f^{*}s\colon x\mapsto (x,(s\circ f)(x))}
이를 {\displaystyle s}의 당김 단면(영어: pullback section)이라고 한다.

## 성질
올다발의 당김 올다발은 원래 올다발과 같은 올을 갖는다. 특히, 벡터 다발의 당김은 마찬가지로 자연스럽게 벡터 다발을 이루며, 주다발의 당김은 마찬가지로 자연스럽게 주다발을 이룬다.
올다발의 당김 다발의 단면의 층은 원래 올다발의 단면 층의 역상(영어: inverse image)과 같다.

## 참고 문헌
- Steenrod, N. (1951). 《The Topology of Fibre Bundles》. Princeton: Princeton University Press. ISBN 0-691-00548-6.
- Husemoller, D. (1994). 《Fibre Bundles》. Graduate Texts in Mathematics 20 Thi판. New York: Springer-Verlag. ISBN 978-0-387-94087-8.
- Lawson, H. B.; Michelsohn, M-L. (1989). 《Spin Geometry》. Princeton University Press. ISBN 978-0-691-08542-5.